# A.S.D. Narnese Calcio
Associazione Sportiva Dilettantistica Narnese Calcio  là một câu lạc bộ bóng đá  Ý có trụ sở tại Narni, Umbria.

## Quay trở lại Serie D
Trong mùa giải 2012-13, câu lạc bộ đã chiến thắng tại Eccellenza Umbria và trở lại Serie D sau sáu năm. 

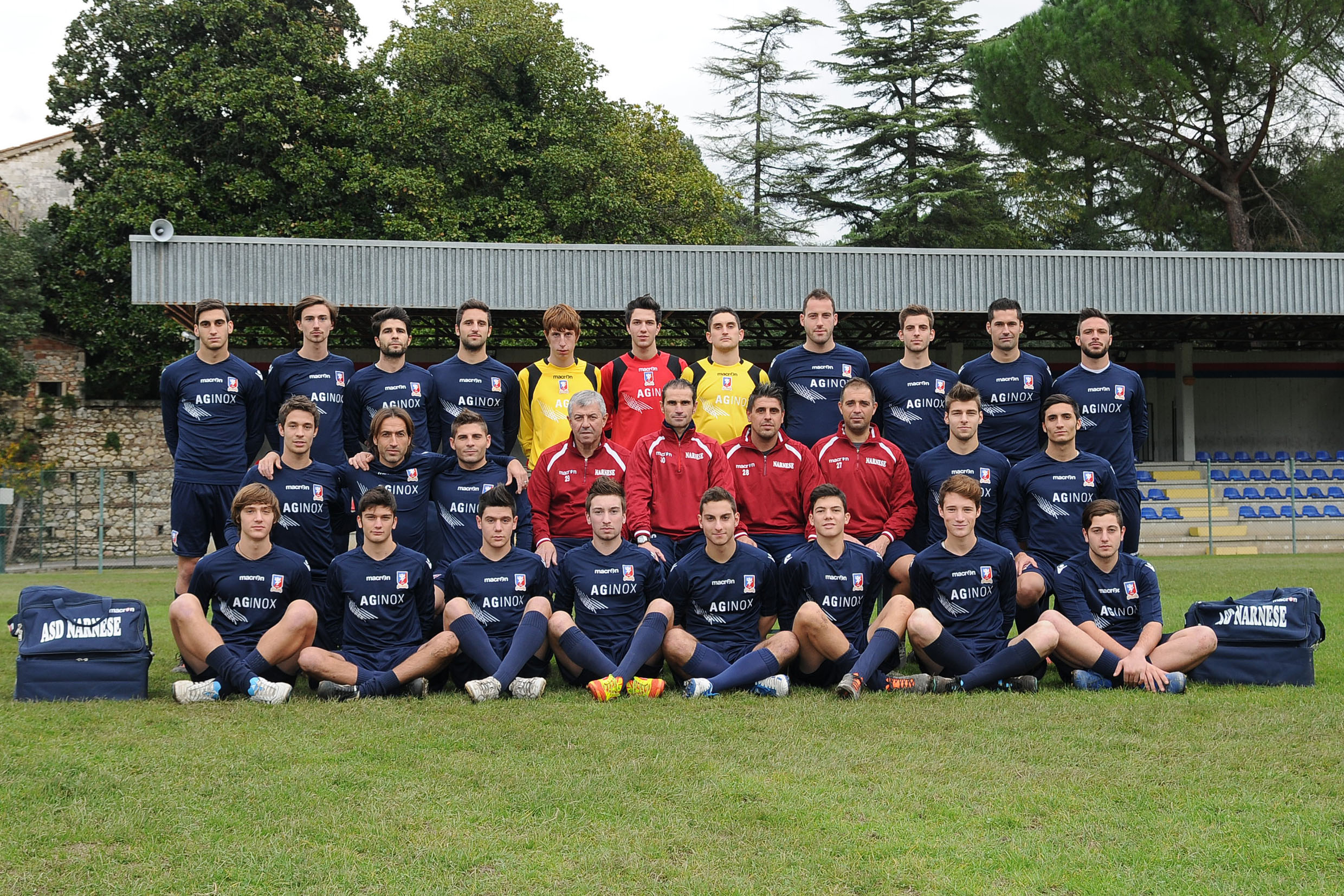
Đội chiến thắng của chức vô địch cuối cùng - Eccellenza 2012- 13.

## Màu sắc và huy hiệu
Màu sắc của đội là đỏ và xanh. Biểu tượng của đội là một con Griffin đang chồm đứng lên, giống như đỉnh của thị trấn Narni.